# Sant'Ambrogio di Valpolicella
Sant'Ambrogio di Valpolicella is een gemeente in de Italiaanse provincie Verona (regio Veneto) en telt 10.656 inwoners (31-12-2004). De oppervlakte bedraagt 23,5 km2, de bevolkingsdichtheid is 453 inwoners per km2.
De volgende frazioni maken deel uit van de gemeente: Domegliara, Ponton, Monte, San Giorgio, Gargagnago.
De plaats was eeuwen bekend voor zijn marmergroeve: het rood marmer van Verona.

## Demografie
Sant'Ambrogio di Valpolicella telt ongeveer 4308 huishoudens. Het aantal inwoners steeg in de periode 1991-2001 met 6,0% volgens cijfers uit de tienjaarlijkse volkstellingen van ISTAT.
| Jaar | Inwoneraantal |
| ---- | ------------- |
| 1991 | 9137          |
| 2001 | 9681          |

## Geografie
De gemeente ligt op ongeveer 174 m boven zeeniveau.
Sant'Ambrogio di Valpolicella grenst aan de volgende gemeenten: Cavaion Veronese, Dolcè, Fumane, Pastrengo, Pescantina, Rivoli Veronese, San Pietro in Cariano.